# ۲۶ خرداد
۲۶ خرداد هشتاد و هشتمین روز سال در گاه‌شماری خورشیدی است. به پایان سال ۲۷۷ روز (۲۷۸ روز در سال کبیسه) باقی‌است.

## رویدادها
- ۱۳۸۸ - راهپیمایی و تظاهرات معترضان به نتیجه انتخابات دوره دهم ریاست جمهوری از میدان ولیعصر تا جام جم و تجمع در مقابل صداوسیما.
- ۱۳۸۸ - محمدرضا شجریان از صدا و سیما خواست تا از پخش آثارش خودداری کند؛ وی این عمل را در اعتراض به نتیجه انتخابات دوره دهم ریاست جمهوری انجام داد؛ او قبلاً نیز نسبت به پخش غیرقانونی آثارش از صدا و سیمای جمهوری اسلامی ایران، اعلام نارضایتی کرده بود.
- ۱۳۸۸ - بازداشت فعالان سیاسی و اجتماعی از جمله سعید حجاریان، محمدعلی ابطحی، محمد عطریان‌فر، محسن امین‌زاده
- ۱۳۹۳ - رقابت ۲۶ خرداد ۱۳۹۳ تیم ملی فوتبال ایران با تیم ملی فوتبال نیجریه در جام جهانی فوتبال  ۲۰۱۴
- ۱۳۹۴ - رقابت ۲۶ خرداد ۱۳۹۴ تیم ملی فوتبال ایران با تیم ملی فوتبال ترکمنستان در مرحله مقدماتی جام جهانی فوتبال ۲۰۱۸ (آسیا) و جام ملت‌های آسیا ۲۰۱۹
- ۱۴۰۲ - رقابت ۲۶ خرداد ۱۴۰۲ تیم ملی فوتبال ایران با تیم ملی فوتبال قرقیزستان در مسابقات قهرمانی فوتبال آسیای مرکزی ۲۰۲۳

## زادروزها
- ۱۲۶۱ - محمد مصدق، سیاستمدار ایرانی (درگذشت ۱۳۴۵)
- ۱۲۸۹ - محمدتقی بهلول گنابادی‌‌، مشهور به شیخ بهلول یا علامه بهلول از عارفان، فیلسوف و‌ شاعران فقهای معاصر ایران
- ۱۳۰۶ - توران میرهادی، استاد ادبیات کودکان،نویسنده،کارشناس آموزش و پرورش
- ۱۳۰۹ - هانیبال الخاص، نقاش، منتقد و مدرس هنری، مترجم و نویسنده ایرانی (درگذشت ۱۳۸۹)
- ۱۳۲۱ - باقر صحرارودی، بازیگر
- ۱۳۴۸ - نعیم سعداوی، بازیکن فوتبال
- ۱۳۷۶ - شاهین عباسیان، بازیکن فوتبال

## درگذشتگان
- ۱۳۴۴ - محمد بخارایی (زاده ۱۳۲۳ ) ترور کننده حسنعلی منصور
- ۱۳۴۴ - رضا صفار هرندی (زاده ۱۳۲۵) ترور کننده حسنعلی منصور
- ۱۳۴۴ - مرتضی نیک‌نژاد (زاده ۱۳۲۱) ترور کننده حسنعلی منصور
- ۱۳۴۴ - محمدصادق امانی (زاده ۱۳۰۹) ترور کننده حسنعلی منصور[۱][۲]
- ۱۳۷۷ - مهندس جعفر شریف‌امامی، سیاستمدار و از نخست وزیران ایران در اواخر دورهٔ پهلوی. (زاده شهر تهران)
- ۱۳۸۶ - محمد فاضل لنکرانی، مرجع تقلید شیعه، ایرانی (زاده ۱۳۱۰)
- ۱۳۸۸ ـ مصطفی غنیان، دانشجوی معترض ایرانی (زاده ۱۳۶۲)
- ۱۳۹۰ - میرصالح حسینی، شاعر
- ۱۳۹۱ - منصوره حسینی، نقاش ایرانی (زاده ۱۳۰۵)
- ۱۳۹۱ - احمد قدیریان، معاون اجرایی دادستان انقلاب ایران (زاده ۱۳۱۳)
- ۱۳۹۲ - سید یوسف مدنی تبریزی، از مراجع تقلید شیعه
- ۱۳۹۵ – عباس شفیعی، داروساز، شیمیدان، استاد دانشگاه و ملقب به پدر داروسازی نوین ایران
- ۱۳۹۹ - ریحانه عامری، دختری اهل ایران که به قتل رسید
- ۱۳۹۹ -  مسعود سلطانی، پدر صنعت برق ایران[۳]